# إرسي سوتيروبولو
إرسي سوتيروبولوس (مواليد عام 1953 في باتراس)، هي كاتبة روائية وشاعرة يونانية. صدر لها العديد من الأعمال الروائية والشعرية. تُرجمت العديد من أعمالها إلي لغات مختلفة وحصلت مرتين على جائزة اليونان للكتاب وجائزة النقاد. فازت روايتها ما تبقى من الليل (ترجمة نزار آغري) بجائزة البحر الأبيض المتوسط الغريبة لعام 2017 في فرنسا.

## من مؤلفاتها المترجمة للغة العربية
- رواية: «ما تبقى من الليل».